# Manoranjan Mitra
Manoranjan Mitra ( 1895 - 1942 ) fue un botánico, micólogo y fitopatólogo indio .
Manoranjan Mitra fue considerado uno de los más críticos fitopatólogos que trabajaron en Helminthosporium. Fue el primero en reportar el tizón de Karnal del trigo en 1931, en Karnal, Haryana

## Algunas publicaciones
- 1921. Morphology and Parasitism of Acrothecium penniseti n. sp.: (A New Disease of Pennisetum typhoideum)). MEMOIRS OF THE DEPARTMENT OF AGRICULTURE IN INDIA Botanical Series Vol. XI, No. III.
- 1922. Helminthosporium spp. on cereals and sugarcane in India. India. Dept. of Agriculture. Memoirs. Botanical series
- 1928. Fruit-rot disease of cultivated Cucurbitaceae caused by Pythium aphanidermatum. Eds. Fitz - India. Dept. of Agriculture. Memoirs. Botanical series
- 1929. Some diseases of crops in the Andaman Islands. Pusa. Agricultural research institute. Bulletin

## Honores
El "Instituto de Fitopatología Indio, instituyó el "Galardón K.C. Mehta & Manoranjan Mitra", por escritos de revisiones en Fitopatología de la India.
Fue designado profesor honorario de la Universidad de Daca
- La abreviatura «Mitra» se emplea para indicar a Manoranjan Mitra como autoridad en la descripción y clasificación científica de los vegetales.[5]